# 飯山陽
飯山 陽（いいやま あかり、1976年〈昭和51年〉2月7日 - ）は、日本の政治評論家、アラビア語通訳、YouTuber。麗澤大学国際問題研究センター客員教授。専門はイスラム法学・イスラム教に関わる世界情勢の調査・分析など。

## 略歴

### イスラム研究
- 1994年（平成6年）、筑波大学附属高等学校卒業[10]。
- 1998年（平成10年）、上智大学文学部史学科卒業[3]。
- 2000年（平成12年）、東京大学大学院人文社会系研究科修士課程修了[10]。
- 2000年（平成12年）から2001年（平成13年）まで、文部省派遣留学生としてモロッコに留学[3]。
- 2006年（平成18年）、東京大学大学院人文社会系研究科アジア文化研究専攻イスラム学専門分野単位取得満期退学[1]。
- 2006年（平成18年）から2011年（平成23年）にかけて東京女子大学、上智大学、東海大学、明治学院大学、千葉大学で非常勤講師となる[3]。
- 2009年（平成21年）、東京大学より博士 (文学)を授与される[4]。
- 2011年（平成23年）から2015年（平成27年）までエジプト（カイロ）に滞在。フジテレビのカイロ支局員となる[11]。
- 2011年（平成23年）から[3]、2020年（令和2年）まで上智大学アジア文化研究所客員所員。
- 2017年（平成29年）から2021年（令和3年）7月までタイのバンコクに居住する[3][12]。
- 2022年（令和4年）度から麗澤大学国際問題研究センター客員教授[7][8]。
- 2022年（令和4年）11月17日、YouTube上で『飯山陽のいかりちゃんねる』を開設する[13]。

### 言論活動
- 2024年 (令和6年) 3月5日、同年4月の衆議院東京15区補欠選挙にて日本保守党公認で立候補したものの[14]、4位で落選[15]。ネットでの知名度はあったが、同区に地盤・血縁はなく、事実上全くの無名の新人での出発であった。選挙運動活動中つばさの党の妨害活動に遭い不眠・耳鳴りに悩まされることとなり、5月2日療養のため衆議院東京都第15区支部長を退任すると発表した[16]。
- 2025年 (令和7年) 3月23日 発足した「日本保守党の言論弾圧から被害者を守る会」の理事に就任。日本保守党の言論弾圧から被害者を守る会は、教育研究者の藤岡信勝（会長）、ジャーナリストの長谷川幸洋らが参加。飯山陽氏への日本保守党からの月刊Hanada4月号の記事の一文への名誉毀損、党首の百田尚樹氏のあかりちゃんねるでの飯山氏の発言に対しての名誉毀損の提訴他、数件の訴えに対し言論の自由を守る目的で発足した会[17][18]。

## 批判
- 東京大学イスラム学研究室の松山洋平（東京大学大学院人文社会系研究科准教授）は、飯山の著書のうち、特に『イスラム教の論理』について、「本書は、イスラム教徒──特に「過激派」──の思想・行動とイスラム教の本来的教義との連関 をイスラム法の論理に依拠して論じようとしている。このこと自体は、法学や神学への言及なしに「過激派」とイスラム教の教義の(無)関係性を説明しようと試みるその他の一般書と一線を画す、 極めて正当な方針と言える」と一定の評価を与える一方で、「イスラム法学の諸理論について基本的理解を欠いている」、「著者の（イスラム教以外の宗教を含む）宗教全般についての先入観と無理解...これが、本書がイスラム教の特殊性を無用に強調する背景にある」、「本書は全体にわたって種々の問題が散見される。そのため、イスラム法学の知識、 クルアーン解釈（tafsīr）の知識、昨今の「過激派」と「穏健派」の解釈の異同についての知識等を備えたうえで注意深く読まなければ、イスラム教についての誤った理解をもたらす可能性が高いと言わざるを得ない」と批判している[19]。

## 主張
- 自身への批判に対して飯山は、自分を批判する方々はイスラム学の学会の主流（池内恵東京大学教授等）であるが「ハマスはテロ組織ではない」説を唱える人々であり、「ハマスはテロ組織である」という自分とは見解が対立する方々である、と主張している[20]。
- 飯山陽が中東イスラム学界から孤立していることについて、自身のnote「山内翔太の「飯山陽は反イスラム」というデマ」で「飯山陽以外のイスラム教の専門家は、イスラム教を絶賛するばかりです。飯山陽を消し去れば、イスラム教やイスラム教徒移民の問題を客観的に論じ、日本社会に及ぼす影響について警鐘を鳴らす人間はいなくなります。」と述べている[21]。

## 著作

### 単著
- 『イスラム教の論理』新潮社〈新潮新書 752〉、2018年2月20日。ISBN 978-4-10-610752-8。[注釈 1][注釈 2]
- 『イスラム2.0　SNSが変えた1400年の宗教観』河出書房新社〈河出新書-013〉、2019年11月26日。ISBN 978-4-309-63114-1。
- 『イスラム教再考　18億人が信仰する世界宗教の実相』扶桑社〈扶桑社新書 370〉、2021年3月1日。ISBN 978-4-594-08736-4。[注釈 3]
- 『エジプトの空の下　わたしが見た「ふたつの革命」』晶文社、2021年11月25日。ISBN 978-4-7949-7281-1。
- 『中東問題再考』扶桑社〈扶桑社新書 427〉、2022年5月1日。ISBN 978-4-594-09062-3。[注釈 4]
- 『愚か者！　―あっち系の懲りない面々―』ワック〈WAC BUNKO B-382〉、2023年6月24日。ISBN 978-4-89831-882-9。
- 『ハマス・パレスチナ・イスラエル－ーメディアが隠す事実』扶桑社〈扶桑社新書〉、2023年12月21日。ISBN 978-4-594-09677-9。
- 『卑怯者！　―あっち系の懲りない面々―』ワック〈WAC BUNKO B-405〉、2024年6月23日。ISBN 978-4898319055。

- 『「いい人」の本性』 (Hanada新書 002) 新書 – 2024年8月2日。[26]

- 『イスラム移民』 (扶桑社 514) 新書 – 2024年8月1日。[27]

- 『日本保守党との死闘ー自由社会の敵』 (ワック) ソフトカバー – 2025年5月25日予定。[28]

### 共著
- 中田考、飯山陽『イスラームの論理と倫理』晶文社、2020年10月5日。ISBN 978-4-7949-7195-1。
- 高山 正之、飯山陽『騙されないための中東入門』ビジネス社、2023年2月1日。ISBN 978-4-8284-2482-8。

- 島田洋一、飯山陽『日本の国際報道はウソだらけ』かや書房、2024年1月30日。ISBN 978-4910364438。

### 博士論文
- 飯山 陽『イスラームにおける「法の目的」　マスラハ概念の理論と実践』東京大学、2009年11月26日。[4] - 論文審査の結果の要旨 (PDF)

### 記事
- 飯山 陽「Ch.-Eデュフルク著(芝修身・芝紘子訳)『イスラーム治下のヨーロッパ――衝突と共存の歴史』」『イスラム世界』第53号、日本イスラム協会、1999年7月、132-137頁、doi:10.11501/4411916。
- 飯山 陽、泉沢 久美子「〔イスラーム関係〕最新主要欧文論文」『イスラム世界』第53号、日本イスラム協会、1999年7月、198-207頁、doi:10.11501/4411916。
- 飯山 陽「中世マグリブ社会の反ユダヤ暴動とファトワーに関する一考察――トゥワートの事例より」『イスラム世界』第56号、日本イスラム協会、2001年3月、1-17頁、ISSN 03869482。
- 飯山 陽「目的論的解釈への道 カラーフィーの法理論にみるマスラハ概念より」（PDF）『オリエント』第46巻第2号、日本オリエント学会、2003年、1-17頁、doi:10.5356/jorient.46.2_113。
- 飯山 陽「ジュワイニーからガザーリーへ マスラハ概念定式化への道程」（PDF）『オリエント』第47巻第2号、日本オリエント学会、2004年、102-119頁、doi:10.5356/jorient.47.2_102。
- 飯山 陽「フルーウは実定法か?　ジュワイニーおよびカラーフィーのシャリーア論を介したフルーウ概念再考」（PDF）『日本中東学会年報』第20巻第2号、日本中東学会、2005年3月31日、197-220頁、doi:10.24498/ajames.20.2_197。
- 飯山 陽「ムウタズィラ派法理論にみる公益あるいは公共善概念の萌芽――アブー・アルフサイン・アルバスリーの法理論より」『東洋学報 東洋文庫和文紀要』第87巻第4号、東洋文庫、2006年3月、562-536頁、ISSN 03869067。
- 飯山陽「統治者と被統治者の間 : モサラベ追放令(五二〇/一一二六)にみるイスラーム法学者の位置(上智大学史学会第五十五回大会部会研究発表要旨)」『上智史學』第51巻、上智大学、2006年11月、231-233頁、ISSN 03869075、NAID 110006426449。
- 飯山 陽「マスラハ理論展開史におけるガザーリーの功績再考――『マンフール』『シファーウ』『ムスタスファー』の比較より」（PDF）『オリエント』第50巻第2号、日本オリエント学会、2007年、141-160頁、doi:10.5356/jorient.50.2_141。
- 飯山 陽「イスラーム社会を映し出す史料としてのファトワー」『歴史と地理』通号 616、山川出版社、2008年8月、26-33頁。

## 出演
- 真相深入り!虎ノ門ニュース[29]（DHCテレビ → 虎ノ門テレビ）
- 百田尚樹・有本香のニュース生放送あさ8時![30]（インターネット配信）2024年10月10日を最後に降板